# Herrevadskloster (naturreservat)
Herrevadskloster är ett naturreservat i Klippans kommun i Skåne län.
Området är naturskyddat sedan 2011 och är 581 hektar stort. Det består främst av gamla betesmarker med grova ekar. I norra delen finns en större alsumpskog. 
I Snapphaneeken, den mest kända eken, hängdes snapphanar under det Skånska kriget på 1670-talet. Först 300 år senare dog trädet. Idag finns en kraftig stubbe kvar.

## Friluftsliv
Det finns markerade leder för vandring i reservatet. Bland annat en motionsslinga med elljus och ridstigar. Man kan även paddla till Herrevadsklosters naturreservat på Rönne å.